# Lagervertrag
Der Lagervertrag ist im deutschen Recht in den § 467 bis § 475h HGB geregelt. Es handelt sich um ein spezialgesetzlich geregeltes unternehmerisches Verwahrgeschäft. Er ist abzugrenzen vom Mietvertrag (§ 535 ff. BGB), von der Verwahrung (Verwahrungsvertrag, § 688 ff. BGB) und von der transportbedingten Zwischenlagerung.

## Lagervertrag im deutschen Recht

### Übersicht
Der Lagervertrag ist ein Konsensualvertrag, d. h. es ist unerheblich, ob das Gut tatsächlich eingelagert wird. Der Einlagerer kann das Gut jederzeit herausverlangen (§ 473 HGB). Er muss die Lagervergütung dann aber bis zum Vertragsende bezahlen.
Der Lagerhalter unterhält Vorrats-, Umschlags- und Auslieferungslager als gewerbliche Dienstleistung für Industrie- und Handelsunternehmen. Darüber hinaus dient seine Tätigkeit von alters her in wichtigen Versorgungsbereichen öffentlichen Aufgaben, z. B. wenn die Bundesanstalt für Landwirtschaft und Ernährung (BLE), Lagerhalter mit der Lagerung von Getreide und anderen Lebensmitteln beauftragt. Die gesetzlichen Bestimmungen des HGB über das Lagergeschäft werden in der Praxis durch Allgemeine Geschäftsbedingungen konkretisiert, ergänzt oder abbedungen. Insbesondere können auf die Lagerung durch einen Spediteur die Allgemeinen Deutschen Spediteurbedingungen -ADSp- Anwendung finden (sofern die Geltung der ADSp wirksam vereinbart wurde).
Das Lagergeschäft wird in § 467 HGB maßgeblich durch die beiden Merkmale „Lagern“ und „Aufbewahren“ definiert. Lagern bedeutet, dass der Lagerhalter den Lagerplatz zur Verfügung zu stellen hat. Dies können Lagerräume, Lagerhallen und Freiflächen sein. Aufbewahren bedeutet, dass der Lagerhalter die eingelagerten Güter in seine Obhut nimmt. Diese Fürsorge- und Obhutspflicht stellt den Schwerpunkt des Lagervertrages dar.

### Abgrenzung zum Logistikvertrag
Im Gegensatz zum landläufigen Sprachgebrauch ist der Lagervertrag nicht mit einem Logistikvertrag gleichzusetzen. Letzterer geht üblicherweise über die reine Lagerung deutlich hinaus, d. h. umfasst neben der reinen Lagerung weitere „Dienste“ wie z. B. Kommissionierung und/oder Verpackung der Ware. Im Gegensatz zum Lagervertrag und zum Frachtvertrag ist der Logistikvertrag im deutschen Recht bisher nicht eigenständig geregelt.

### Wichtige Vertragsdetails
Vertragspunkte, denen vor Abschluss eines Lagervertrages eine wesentliche Bedeutung zukommt, sind u. a.:
- Art und Beschaffenheit des Gutes
- die angelieferten Mengen in einem bestimmten Zeitraum
- die Dauer der Einlagerung. Grundsätzlich kann der Einlagerer das Gut jederzeit herausverlangen.
- Die unterschiedlichen Bedingungen der Lagerfähigkeit wie z. B. stapelbar, Gefahrgut lt. ADR etc.
- der Abschluss einer Lagerversicherung
- das Gewicht pro Palette bzw. Einlagerungsgut
- die Art der Verpackung (Holz, geschrumpft, IBC, Palette, Euro, Gitterbox, …)
- Die auszustellenden Lagerpapiere (siehe unten)
- Die Öffnungszeiten des Lagers
- Die Behandlungsvorschriften wie z. B. Feuchtigkeit oder Wärme, sowie die Staplervorschriften, die die Stapeleigenschaften vorgeben
- Die einzelnen Lagerräume
- Die Lagerquittung: Hiermit wird bescheinigt, dass der Lagerhalter das Gut entgegengenommen hat.
- Vergütung

### Lagerpapiere (Lagerscheine u.ä.)
Des Weiteren verspricht der Lagerhalter gleichzeitig, das Gut aufzubewahren und auszuliefern. Hierüber kann ein Lageraufnahmeschein und ein Lagerempfangsschein ausgestellt werden. Von größerer Bedeutung sind jedoch die folgenden Urkunden:
- Der Lagerschein (auch Auslieferungsschein, Entrepotschein, historisch: Warrant[1][2]) ist ein Wertpapier, und zwar ein gekorenes Orderpapier des § 363 HGB (Warenbegleitpapier). Es ist ein vom Lagerhalter ausgestelltes Dokument, in dem sich der Lagerhalter verpflichtet, die von ihm eingelagerten Güter an die Person auszuliefern, die ihm den Lagerschein vorlegt. Sein Pflichtinhalt ist in § 475c HGB aufgeführt, wonach er Ort und Tag der Ausstellung, Name und Anschrift des Einlagerers, Name und Anschrift des Lagerhalters, Ort und Tag der Einlagerung;, die übliche Bezeichnung der Art des Gutes und die Art der Verpackung (bei gefährlichen Gütern ihre nach den Gefahrgutvorschriften vorgesehene, sonst ihr allgemein anerkannte Bezeichnung), Anzahl, Zeichen und Nummern der Packstücke sowie Rohgewicht oder die anders angegebene Menge des Gutes enthalten muss. Er ist vom Lagerhalter zu unterzeichnen. Zugunsten des legitimierten Besitzers des Lagerscheins wird gemäß § 475d HGB vermutet, dass er der aus dem Lagerschein Berechtigte ist. Der legitimierte Besitzer des Lagerscheins ist berechtigt, vom Lagerhalter die Auslieferung des Gutes zu verlangen (§ 475e HGB), dazu ist der Lagerschein dem Lagerhalter vorzulegen und auszuhändigen (§ 475e Abs. 2 HGB). Der Lagerschein gilt für das Rechtsverhältnis zwischen dem Lagerhalter in dem legitimierten Besitzer des Lagerscheins, während für die Rechtsbeziehung zwischen Lagerhalter und Einlagerer der Lagervertrag maßgeblich ist (§ 475d Abs. 3 HGB).
  - Namenslagerschein (Rektapapier): Die eingelagerte Ware wird nur der Person ausgehändigt, die auf dem Lagerschein namentlich erwähnt ist. Er kann nur per Abtretung übertragen werden. Bei einer Abtretung wird nur der Herausgabeanspruch übertragen, nicht das Eigentum an der Ware.
  - Orderlagerschein (Orderpapier): Diese Urkunde ist als Traditionspapier leichter übertragbar als der Namenslagerschein. Dazu wird mindestens ein Indossament angebracht, und der durch eine lückenlose Indossamentenkette legitimierte Inhaber ist gleichzeitig Eigentümer der gelagerten Waren (§ 475g HGB). Einen Orderlagerschein darf seit Juli 1998 jeder Lagerhalter ausstellen. Die vom Regierungspräsidenten früher ausgestellten Zertifikate für Orderlagerhalter ergaben sich aus der Orderlagerscheinverordnung vom Dezember 1931, die seit Juli 1998 aufgehoben ist.
- Der Fiata Warehouse Receipt (FWR) wird für ausländische Einlagerer ausgestellt. Er hat eine ähnliche Aufgabe wie der Orderlagerschein. Er darf nur von Lagerhaltern ausgestellt werden, die Mitglied des BSL, einer Unterorganisation der FIATA, sind.

### Pfandrecht
Der Lagerhalter hat gegenüber dem Einlagerer gemäß § 475b HGB ein gesetzliches Pfandrecht an dem eingelagerten Gut
- wegen aller durch den Lagervertrag begründeten Forderungen sowie
- wegen aller unbestrittener Forderungen aus anderen mit dem Einlagerer abgeschlossenen Lager-, Fracht- und Speditionsverträgen.

§ 475b Abs. 1 HGB entspricht insoweit den Bestimmungen über das gesetzliche Pfandrecht im Fracht- oder Speditionsrecht.
§ 475b Abs. 2 HGB sagt darüber hinaus, dass dem Lagerhalter das Pfandrecht gegen den Berechtigten (= legitimierten Besitzer) aus einem durch Indossament übertragenen Orderlagerschein zusteht. Jedoch erstreckt sich das Pfandrecht hierbei „nur“ auf Forderungen, die aus dem Orderlagerschein selbst erkennbar sind, und/oder Forderungen, die dem Berechtigten bei Erwerb des Lagerscheins bekannt waren oder infolge grober  Fahrlässigkeit unbekannt geblieben waren.
Das Pfandrecht besteht, solange der Lagerhalter das Gut in seinem Besitz hat, insbesondere solange er mittels Konnossements, Ladescheins oder Lagerscheins hierüber verfügen kann (§ 475b Abs. 3 HGB).

### Haftung
Die Haftung des Lagerhalters und seiner Leute für Verlust oder Beschädigung des eingelagerten Gutes bestimmt sich nach § 475 HGB.
- Es handelt sich um eine Obhutshaftung für vermutetes Verschulden des Lagerhalters vom Zeitpunkt der Übernahme des Gutes bis zu dessen Ablieferung. Diese Haftung trifft den Lagerhalter auch dann, wenn er das Gut nach § 472 Abs. 2 HGB bei einem Dritten eingelagert hat (§ 475 Satz 3 HGB).
- Von dieser Haftung kann sich der Lagerhalter nur mit dem von ihm zu beweisenden Nachweis entlasten, dass der gleiche Schaden auch durch die Sorgfalt eines ordentlichen Kaufmanns (§ 347 HGB) nicht hätte abgewendet werden können (§ 475 Satz 2 HGB).
- Umfang der Haftung:
  - Die Haftung des Lagerhalters ist von Gesetzes wegen nicht nach oben hin limitiert
  - Allerdings haftet der Lagerhalter nur für Güterschäden einschließlich von Vermögensschäden, wenn diese durch den Verlust oder die Beschädigung des Gutes entstanden sind.
- Die Regelungen zur Haftung des Lagerhalters sind dispositiv (= abänderbar) auch durch Allgemeine Geschäftsbedingungen (AGB). Als klassische abweichende AGB sind hierbei die ADSp zu erwähnen. Haftungsbeschränkungen der Haftung des Lagerhalters gegenüber Verbrauchern (§ 13 BGB) sind -wie immer- nur sehr eingeschränkt möglich (vgl. dazu § 305 ff. BGB).

### Verjährung
Ansprüche aus dem Lagervertrag verjähren -entsprechend § 439 HGB- innerhalb eines Jahres. Bei gänzlichem Verlust beginnt die Verjährung mit Ablauf des Tages, an dem der Lagerhalter dem Einlagerer oder, wenn ein Lagerschein ausgestellt ist, dem letzten ihm bekannt gewordenen legitimierten Besitzer des Lagerscheins den Verlust angezeigt hat (§ 475a HGB).

## Schweiz
In der Schweiz wird der Lagervertrag als Hinterlegungsvertrag bezeichnet.